# Адизькі мови
Ади́зькі, або ади́гські мо́ви (адиг. Адыгэбзэ) — назва підгрупи мов абхазо-адизької мовної групи північнокавказької мовної сім'ї, відноситься до аґлютинативних мов.

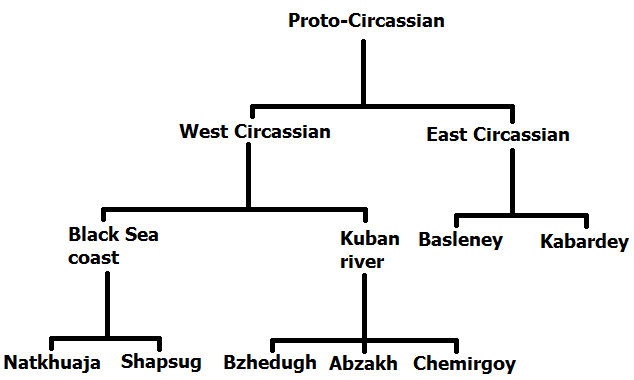
Схема походження абхазо-адизьких мов та діалектів

## Склад
Адизькі мови діляться на дві мови:

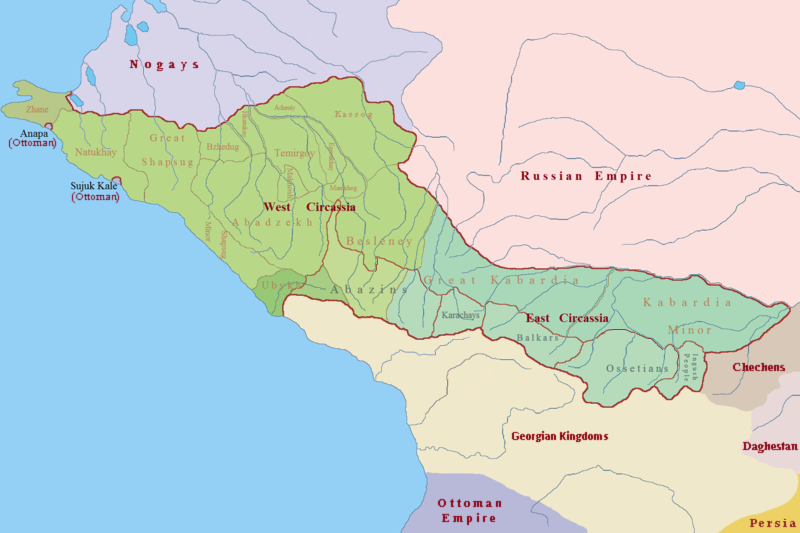
Розселення адигів у 1750 році

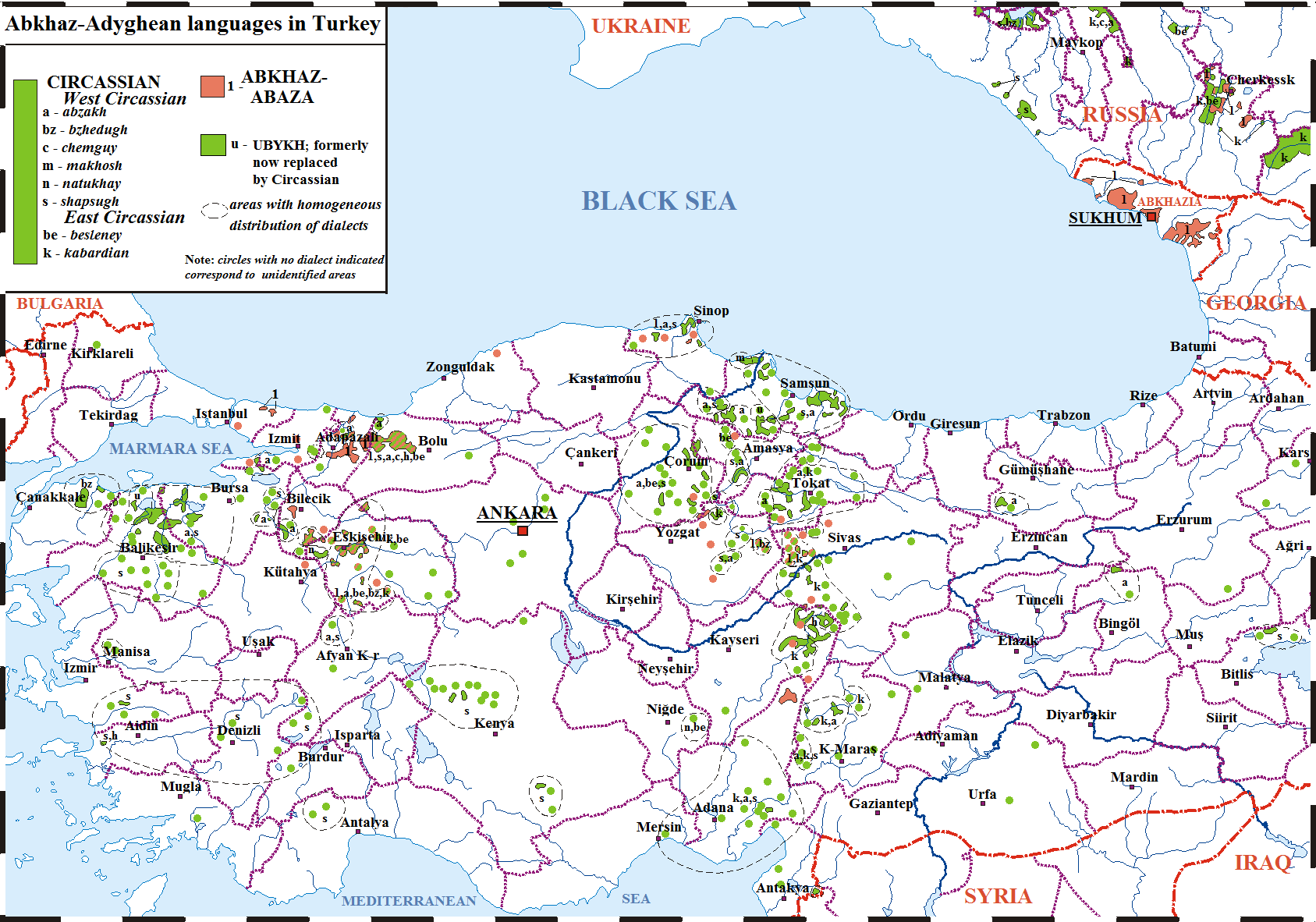
Розселення адигів у Туреччині

1. Західно-адигська або кяхська, сучасна назва — адигейська мова.
2. Східно-адигська або кабардинська, сучасна назва — кабардино-черкеська мова.

На думку ряду дослідників, адигейська та кабардино-черкеська мови є діалекти однієї мови — адигської. 
Адигейська мова
- Діалекти узбережжя Чорного моря:

1. Натухайський — діалект натухайців (адиг. Нэтӏхъуаджэбзэ).
2. Шапсугський — діалект шапсугів (адиг. Шапсыгъабзэ; говірки: чорноморсько-шапсугська, хакучинська та кубано-шапсугська),

- Кубанські річкові діалекти

1. Абдзегський
2. Бжедугський
3. Темірґоєвський (на його основі створено літературну мову)

Кабардинська мова
- Кабардинські:
  - Західні:
    1. Кубансько-зеленчукський
    2. Кубанський

  - Центральні:
    1. Баксанський (на його основі створено літературну мову)
    2. Малкінський

  - Східні:
    1. Теський
    2. Моздокський

  - Північні:
    1. Хабезський
    2. Мулькський

- Бесленеївський — діалект бесленеївців займає проміжне положення між кабардино-черкеською та адигейською мовами.

## Писемність
Адигейський алфавіт

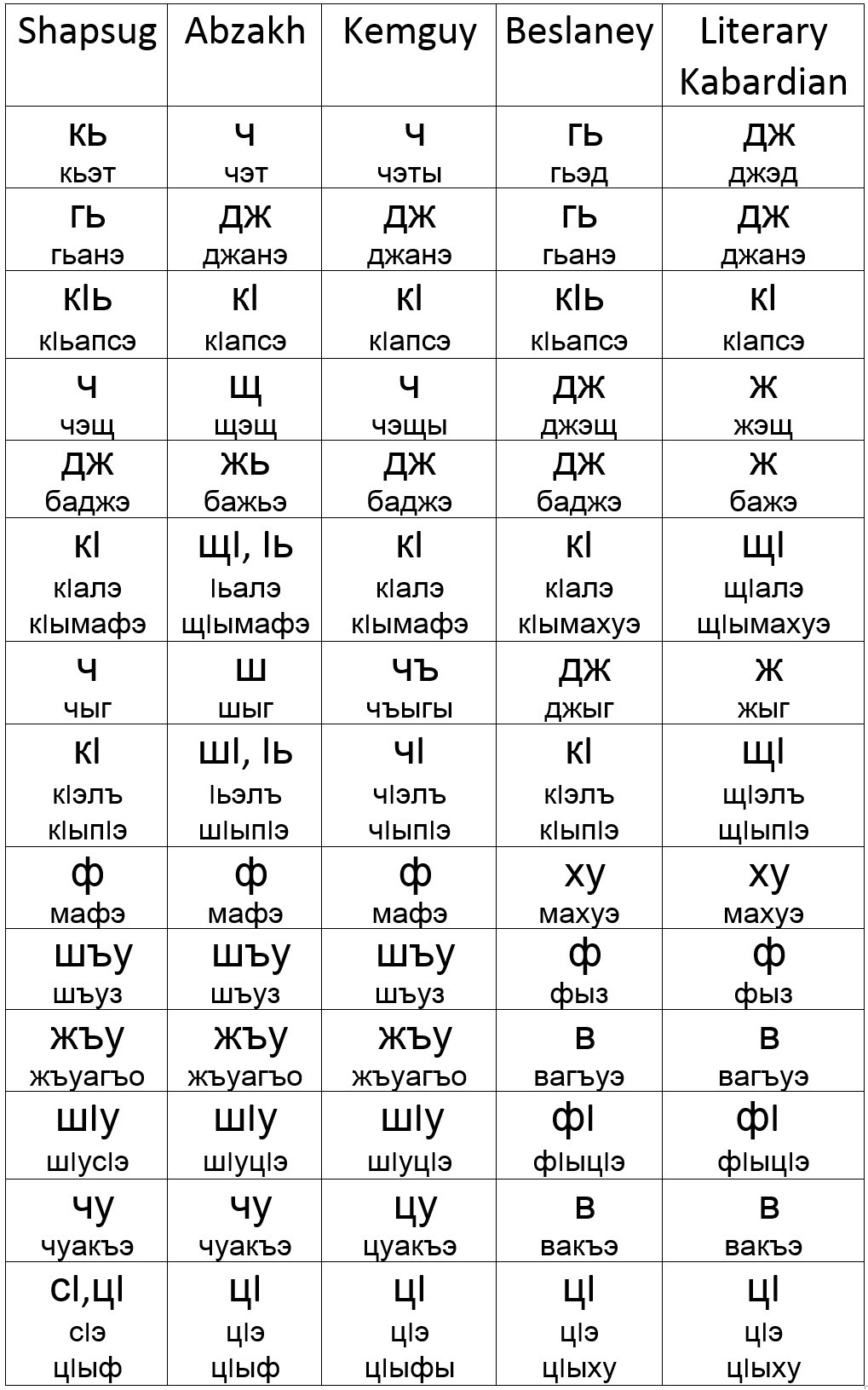
Відмінності у діалектах

Після Жовтневого заколоту була створена писемність на основі арабської абетки, яку було замінено в 1927 латинською, а в 1938 — російською:
| А а [aː]       | Б б [b]       | В в [v]        | Г г [ɣ] та [ɡ] | Гу гу [ɡʷ] | Гъ гъ [ʁ]    | Гъу гъу [ʁʷ] | Д д [d]              |
| Дж дж [d͡ʒ]     | Дз дз [d͡z]    | Дзу дзу [d͡zʷ]  | Е е [ja/aj]    | Ё ё [jo]   | Ж ж [ʒ]      | Жъ жъ [ʐ]    | Жъу жъу [ʒʷ] та [ʐʷ] |
| Жь жь [ʑ]      | З з [z]       | И и [jə/əj]    | Й й [j]        | К к [k]    | Ку ку [kʷ]   | Къ къ [q]    | Къу къу [qʷ]         |
| Кӏ кӏ [t͡ʃʼ/kʼ] | Кӏу кӏу [kʷʼ] | Л л [ɮ] та [l] | Лъ лъ [ɬ]      | Лӏ лӏ [ɬʼ] | М м [m]      | Н н [n]      | О о [aw/wa]          |
| П п [p]        | Пӏ пӏ [pʼ]    | Пӏу пӏу [pʷʼ]  | Р р [r]        | С с [s]    | Т т [t]      | Тӏ тӏ [tʼ]   | Тӏу тӏу [tʷʼ]        |
| У у [w/əw]     | Ф ф [f]       | Х х [x]        | Ху ху [xʷ]     | Хъ хъ [χ]  | Хъу хъу [χʷ] | Хь хь [ħ]    | Ц ц [t͡s]             |
| Цу цу [t͡sʷ]    | Цӏ цӏ [t͡sʼ]   | Ч ч [t͡ʃ]       | ЧІ чІ [t͡ʂʼ]    | Чъ чъ [t͡ʂ] | Ш ш [ʃ]      | Шъ шъ [ʂ]    | Шъу шъу [ʃʷ] or [ʂʷ] |
| Шӏ шӏ [ʃʼ]     | Шӏу шӏу [ʃʷʼ] | Щ щ [ɕ]        | Ъ ъ [ˠ]        | Ы ы [ə]    | Ь ь [ʲ]      | Э э [a]      | Ю ю [ju]             |
| Я я [jaː]      | ӏ [ʔ]         | ӏу [ʔʷ]        |                |            |              |              |                      |

Кабардинський алфавіт
| А а [aː]             | Э э [a]            | Б б [b]        | В в [v]     | Г г [ɣ]      | Гу гу [ɡʷ]   | Гъ гъ [ʁ]    | Гъу гъу [ʁʷ]    |
| Д д [d]              | Дж дж [d͡ʒ] та [ɡʲ] | Дз дз [d͡z]     | Е е [ja/aj] | Ё ё [jo]     | Ж ж [ʒ]      | Жь жь [ʑ]    | З з [z]         |
| И и [jə/əj]          | Й й [j]            | К к [k]        | Ку ку [kʷ]  | Къ къ [q]    | Къу къу [qʷ] | Кхъ кхъ [q͡χ] | Кхъу кхъу [q͡χʷ] |
| Кӏ кӏ [t͡ʃʼ] та [kʲʼ] | Кӏу кӏу [kʷʼ]      | Л л [ɮ] та [l] | Лъ лъ [ɬ]   | Лӏ лӏ [ɬʼ]   | М м [m]      | Н н [n]      | О о [aw/wa]     |
| П п [p]              | Пӏ пӏ [pʼ]         | Р р [r]        | С с [s]     | Т т [t]      | Тӏ тӏ [tʼ]   | У у [w/əw]   | Ф ф [f]         |
| Фӏ фӏ [fʼ]           | Х х [x]            | Ху ху [xʷ]     | Хъ хъ [χ]   | Хъу хъу [χʷ] | Хь хь [ħ]    | Ц ц [t͡s]     | Цӏ цӏ [t͡sʼ]     |
| Ч ч [t͡ʃ]             | Ш ш [ʃ]            | Щ щ [ɕ]        | Щӏ щӏ [ɕʼ]  | Ъ ъ [ˠ]      | Ы ы [ə]      | Ь ь [ʲ]      | Ю ю [ju]        |
| Я я [jaː]            | ӏ [ʔ]              | ӏу [ʔʷ]        |             |              |              |              |                 |

Діалектні літери
| Гь гь [ɡʲ] | Кь кь [kʲ] | Кӏь кӏь [kʲʼ] | Сӏ сӏ [sʼ] | Чу чу [t͡ʃʷ] | ӏь [ʔʲ] |